# The Uncanny Counter
The Uncanny Counter (경이로운 소문?, Gyeong-i-ro-eun somunLR; lett. "Straordinario So Mun / Straordinario pettegolezzo") è una serie televisiva sudcoreana tratta dall'omonimo webtoon di Jang Yi. La prima stagione è stata trasmessa su OCN dal 28 novembre 2020 al 24 gennaio 2021, mentre la seconda è stata trasmessa su tvN dal 29 luglio al 3 settembre 2023. Internazionalmente è distribuita da Netflix.
L'ultimo episodio della prima stagione ha raggiunto lo share più alto mai registrato fino a quel momento da una serie televisiva su OCN, l'11,9%.

## Trama
Nella città fittizia di Jungin, un quartetto di cacciatori di demoni noti come Counters ha il compito di bandire gli spiriti maligni che sono fuggiti dall'aldilà per ottenere l'immortalità. Essi posseggono i corpi degli esseri umani che hanno commesso un omicidio o desiderano uccidere, ne incoraggiano le tendenze violente e ne consumano l'essenza. Anche i Counter sono posseduti da degli spiriti compagni chiamati Yung, che donano loro poteri e forza soprannaturali.
Un giorno, uno dei Counter viene ucciso e il suo Yung trova un nuovo ospite nel liceale So Mun, che si ritrova così coinvolto nella battaglia contro i demoni.

## Personaggi e interpreti
- So Mun, interpretato da Jo Byeong-kyu
- Ga Mo-tak, interpretato da Yoo Jun-sang
- Do Ha-na, interpretata da Kim Se-jeong
- Chu Mae-ok, interpretata da Yeom Hye-ran
- Choi Jang-mul, interpretato da Ahn Suk-hwan
- Na Jeok-bong (stagione 2), interpretato da Yoo In-soo